# Курматура (Алба)
Курматура (рум. Curmătură) насеље је у Румунији у округу Алба у општини Лупша. Oпштина се налази на надморској висини од 681 m.

## Становништво
Према подацима из 2002. године у насељу је живело 39 становника, од којих су сви румунске националности.